# Aircraft Communication Addressing and Reporting System

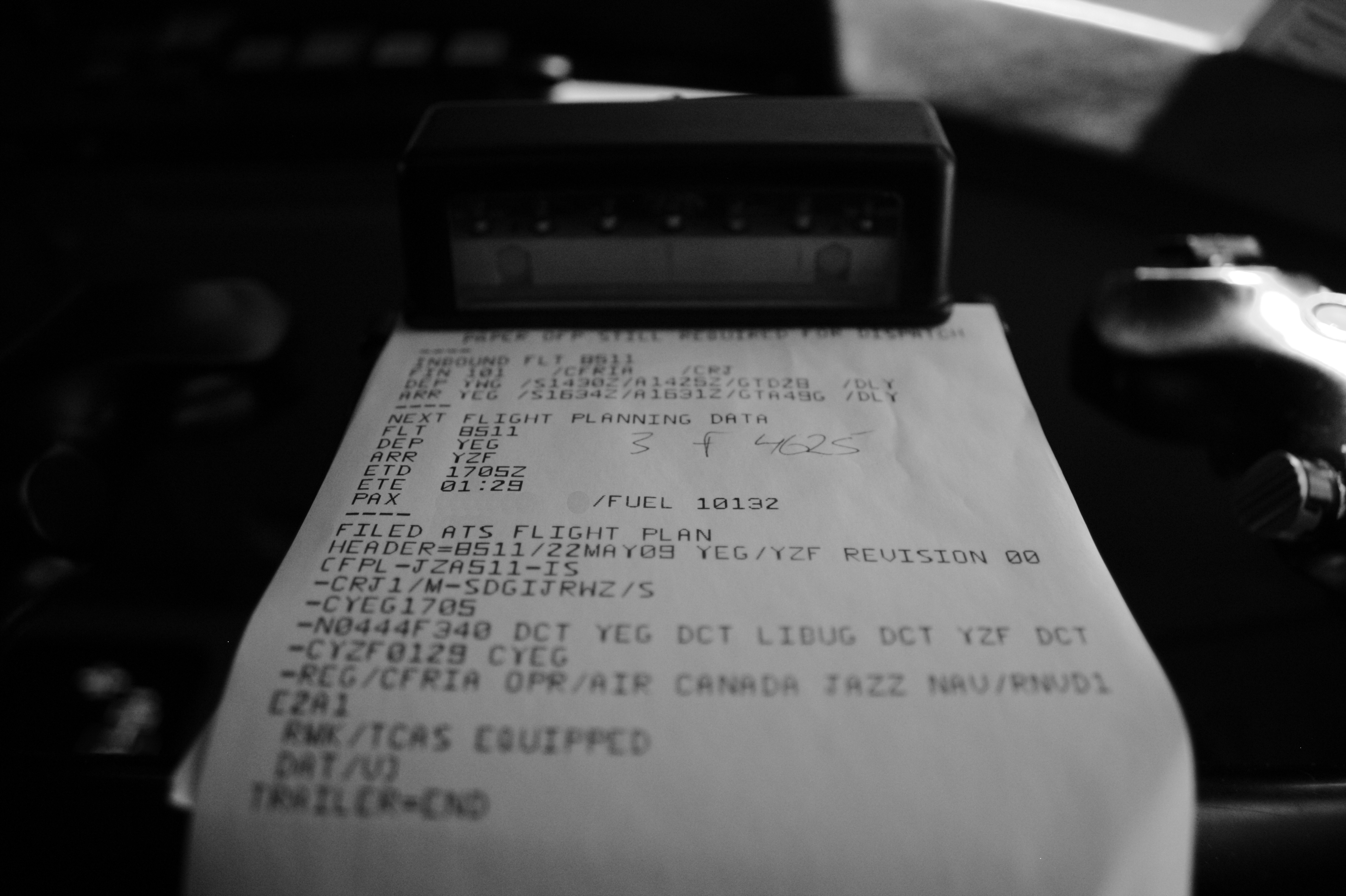
Exemple de message ACARS.

Aircraft Communication Addressing and Reporting System ou ACARS est un système de communications codées (selon la norme ARINC) entre un aéronef et une station au sol.
C'est un système de communication et de surveillance par radio utilisé en aviation par les exploitants d'aéronefs. Il permet le contrôle automatique de l'état de l'avion en vol, envoyé vers le centre de maintenance de la compagnie aérienne propriétaire de l'avion, mais aussi l'acheminement de communications opérationnelles et logistique. Ainsi le service de maintenance sait bien avant l'arrivée de l'avion son état, ses pannes éventuelles et donc les interventions à effectuer.
La VHF et la HF, supports de base des ACARS dans les années 1970 sont maintenant appuyées par les liaisons par satellites (SATCOM) dans les zones océaniques.

## Historique
Les communications entre avion (ou aéronef) et le sol ont d'abord été réalisées en HF puis en VHF en utilisant le code Morse puis la voix. Les informations étaient transmises par un membre de l'équipage affecté à cette fonction, le radio-opérateur. Pour réduire la charge de travail tout en augmentant la quantité de données transmises le système ACARS est entré en service en juillet 1978 et son usage s'est répandu au cours des années 80. Les développements ultérieurs ont permis d'inclure les avions équipés de bus informatique et de système de gestion du vol.

## Description et fonctionnalités
Le sigle ACARS désigne le système complet qui inclut les équipements de bord, les infrastructures et équipements au sol et le fournisseur de service.
Les éléments embarqués sont des terminaux reliés à un routeur qui transmet les messages vers le sol. Au sol, un réseau d'émetteurs-récepteurs gérés par un ordinateur central dirige les messages vers le destinataire final tel que les organismes de contrôle aérien, les compagnies aériennes ou, dans le cas de l'aviation générale, vers un fournisseur de service.
Les messages transmis concernent :
- la gestion du trafic aérien, essentiellement les clairances ;
- la gestion des opérations de la compagnie aérienne ;
- le contrôle des opérations de la compagnie aérienne.

Cette dernière fonction inclut des messages envoyés automatiquement par l'ACARS capable de détecter le départ de l'avion, le décollage, l'atterrissage et l'arrêt. Grâce à une interface avec le système de gestion du vol, l'ACARS peut recevoir des messages de mise à jour des conditions météorologiques le long du parcours prévu par le plan de vol. Il peut envoyer des messages sur l'état des équipements de bord et permet de prévoir les interventions de maintenance nécessaires. Si l'ACARS n'émet pas de messages pendant un temps donné, le système au sol peut émettre un "ping" d'interrogation qui déclenche une réponse automatique. Enfin, le système permet d'émettre des messages manuels à partir du cockpit et de recevoir les réponses sur une imprimante.

## Bande VHF ACARS
| Fréquences  | Utilisations                                  |
| ----------- | --------------------------------------------- |
| 129,125 MHz | Fréquence secondaire Amérique du Nord         |
| 130,025 MHz | Fréquence secondaire Amérique du Nord         |
| 130,425 MHz | Fréquence secondaire États-Unis               |
| 130,450 MHz | Fréquence secondaire Amérique du Nord         |
| 131,125 MHz | Fréquence secondaire États-Unis               |
| 131,450 MHz | Fréquence primaire Japon                      |
| 131,525 MHz | Fréquence secondaire Europe                   |
| 131,550 MHz | Fréquence principale mondiale                 |
| 131,725 MHz | Fréquence primaire Europe                     |
| 131,850 MHz | Fréquence européenne                          |
| 136,700 MHz | Fréquence secondaire États-Unis               |
| 136,750 MHz | Fréquence européenne et secondaire États-Unis |
| 136,800 MHz | Fréquence secondaire États-Unis               |
| 136,850 MHz | Fréquence SITA Amérique du Nord               |
| 136,900 MHz | Fréquence secondaire Europe                   |

## Rôle de l'ACARS en cas d'accident
À la suite de l'accident du vol AF 447 en 2009 des propositions de modification de l'ACARS ont été faites pour inclure une fonctionnalité de « boîte noire en ligne ». Pour le moment (2014) aucune avancée n'est effective.
En mars 2014, les messages ACARS et l'analyse Doppler des signaux de communication ont joué un rôle significatif dans la localisation potentielle de la zone de disparition du vol MH 370.